# Gornji Gradac (Široki Brijeg, BiH)
Gornji Gradac je naseljeno mjesto u gradu Širokom Brijegu, Federacija BiH, BiH.

## Povijest
Za vrijeme socijalističke BiH pripojeno mu je naseljeno mjesto Gostuša.

## Stanovništvo

### 1991.
Nacionalni sastav stanovništva 1991. godine, bio je sljedeći:
ukupno: 339
- Hrvati - 339

### 2013.
Nacionalni sastav stanovništva 2013. godine, bio je sljedeći:
ukupno: 208
- Hrvati - 208

## Vanjske poveznice
- Satelitska snimka  Arhivirana inačica izvorne stranice od 15. svibnja 2014. (Wayback Machine)